# Стужук Олександр Петрович
Олекса́ндр Петро́вич Стужу́к (нар. 4 березня 1968, Київ, СРСР) — український футзаліст та дитячий футбольний тренер. Найбільш відомий завдяки грі у складі футзального клубу «Метрополітен» та роботі в ДЮФШ «Динамо» (Київ).

## Життєпис
Олександр Стужук народився в Києві. Вперше на серйозному рівні «засвітився» у 1991 році, провівши 5 поєдинків в останньому чемпіонаті СРСР у складі казахського «Актибюнця», що виступав у другій нижчій лізі. У 1994 році на аматорському рівні захищав кольори київської «Оболонь-Зміни».
З 1999 по 2003 рік грав за київський футзальний клуб «Метрополітен», у складі якого відзначився 50 забитими м'ячами.
Закінчив Кам'янець-Подільський педагогічний університет зі спеціальності «викладач фізкультури». Працював тренером у дитячому футбольному клубі «АТЕК», що згодом змінив назву на ФК «Київ». Допомагав Олександру Лисенку в роботі з юнацькою збірною 1993 року народження (U-17). З травня 2010 року по 2014 рік працював у ДЮФШ «Динамо» (Київ). З 2015 року — тренер дитячо-юнацької школи київського «Арсенала».
Серед найвідоміших вихованців Олександра Стужука слід відзначити екс-голкіпера молодіжної збірної України Антона Каніболоцького.

## Досягнення
- Переможець 8-ї зони другої нижчої ліги чемпіонату СРСР (1): 1991